# Гіпотеза Каратеодорі
Гіпотеза Каратеодорі — це математична гіпотеза, яку приписують Костянтину Каратеодорі, і яку Ганс Людвіг Гамбургер висловив на сесії Берлінського Математичного Товариства в 1924 році. Каратеодорі публікував статті на це тему, але ніколи не приводив гіпотезу в своїх творах. Джон Ідензор Літлвуд в своїй книзі згадує гіпотезу і внесок Гамбургера як приклад математичного твердження, яке легко сформулювати, але важко довести. Дірк Ян Стройк описує у своїй статті формальну аналогію гіпотези з теоремою про чотири вершини для плоских кривих. Сучасні посилання на гіпотезу — список проблем Яу Шинтана, книги Марселя Берже, а також книги Миколаєва, Стройка, Топоногова і Олексіївського, Виноградова, Личагіна.

## Математичний зміст
Гіпотеза стверджує, що будь-яка опукла замкнута і досить гладка поверхня в тривимірному евклідовому просторі містить щонайменше дві омбілічні точки (точки округлення). За цією гіпотезою сфероїд з двома точками округлення і сфера, всі точки якої є точками округлення, є прикладами з мінімальною і максимальною кількістю точок округлення. Щоб гіпотеза була коректно поставлена або точки округлення були коректно визначені, поверхня повинна бути щонайменше двічі диференційовною.